# Dicranota flammatra
Dicranota (Paradicranota) flammatra là một loài ruồi trong họ Pediciidae. Chúng phân bố ở vùng sinh thái Palearctic.